# ニコライ・ルビンシテイン
ニコライ・グリゴーリェヴィチ・ルビンシテイン（ロシア語: Никола́й Григо́рьевич Рубинште́йн, ラテン文字転写: Nikolai Grigor'evich Rubinshtein, 1835年6月2日 - 1881年3月23日）は、ロシアの音楽教育者、ピアニスト、作曲家、指揮者。アントン・ルビンシテインの弟で、チャイコフスキーの親友である。姓は日本ではドイツ風に“ルービンシュタイン”と表記されることも多い。ユダヤ系。

## 生涯
父親が小さな工場を開いていたモスクワに生まれ、母親から音楽の手ほどきを受ける。1866年9月1日にモスクワ音楽院を開設し、初代院長を務めた。こんにちでは兄の名声の陰に隠れてしまっているが、存命中は、最も偉大なピアニストの一人に数えられていた。しかしながら演奏様式は、燃え立つような兄のそれとはかなり対照的であった。むしろニコライは、抑制の効いた古典的な演奏を行い、音楽的な価値観も、リストよりはクララ・シューマンに近かった。ミリイ・バラキレフは、代表作の《イスラメイ》をニコライに献呈している。アントンは、二台のピアノのための《幻想曲 ヘ短調》作品73（1864年）をニコライに献呈している。
モスクワ音楽院在任中に、チャイコフスキーを説き伏せて、有名な《ピアノ協奏曲第1番》を作曲させたが、チャイコフスキーの書簡によると、ニコライはこの作品に無反応であり、書き直すなら初演を行おうと言い放ったという。チャイコフスキーはそれを撥ね付け、ハンス・フォン・ビューローに初演を委ねて彼に献呈した。しかし結局、現在普及している版は改訂版であり、（ドーヴァー・パブリケーションズにより復刻された）初版ではない。その後、ニコライは評価を改めてモスクワ初演では指揮を担当し、以降ピアノ独奏も行うようになった。チャイコフスキーは《ピアノ協奏曲第2番》を作曲した際に改めてニコライに献呈し、ニコライも今度は認めた。しかし、ニコライは1881年3月23日にパリで腸結核により客死したため、自身による初演はかなわなかった（初演は翌1882年に兄アントンの指揮、セルゲイ・タネーエフの独奏により行われた）。
ニコライの死後、チャイコフスキーは《悲しみの三重奏曲 イ短調》を作曲し『偉大な芸術家の思い出に』と献辞した。故人を偲んで室内楽曲を作曲するというロシア音楽の伝統は、アントン・アレンスキーからラフマニノフを経て、ショスタコーヴィチやシュニトケに受け継がれた。
多少の作品を残しており、特に知られているのは《タランテラ ト短調》と《シューマンの主題による幻想曲》の2曲である。